# Шикачик строкатий
Шика́чик строкатий (Coracina bicolor) — вид горобцеподібних птахів родини личинкоїдових (Campephagidae). Ендемік Індонезії.

## Поширення і екологія
Строкаті шикачики мешкають на Сулавесі (за винятком внутрішніх гірських районів) та на сусідніх островах Тогіан, Муна, Бутон, Сангіхе і Талауд. Вони живуть у вологих рівнинних тропічних лісах і чагарникових заростях і в мангрових лісах. Зустрічаються на висоті до 900 м над рівнем моря, переважно на висоті до 700 м над рівнем моря.

## Збереження
МСОП класифікує стан збереження цього виду як близький до загрозливого. Строкатим шикачикам загрожує знищення природного середовища.